# Ар-Русафи, Мааруф
Мааруф ар-Русафи ибн Абд аль-Гани (араб. معروف الرصافي‎; 1875, Багдад — 16 марта 1945) — иракский поэт, педагог и литературовед. Он рассматривается многими исследователями как противоречивая фигура в истории современной иракской литературы из-за его пропаганды свободы и оппозиции империализму. Мааруф ар-Русафи был известен как «поэт свободы».

## Ранняя биография
Известно, что Мааруф ар-Русафи родился в 1875 году (по другой версии датой его рождения служит 1 января 1877 года) в Эр-Русафе (Багдад, Ирак) в бедной семье. Его отец, Абдул Гани, происходивший из племени Джибара из области расселения курдов, умер, когда Мааруф был ребёнком. Таким образом его воспитывала мать, Фатима, имевшая турецкое происхождение. Первое своё образование он получал в местном медресе. В стремлении стать военным Мааруф ар-Русафи поступил в Военную школу Ар-Рушдия в Багдаде, но через три года был вынужден её покинуть, имея плохую успеваемость. Мааруф продолжил изучение религии и лингвистики под руководством арабского учёного, шейха Махмуда Шукри аль-Алуси. В течение 12 лет он имел возможность изучать суфизм, лингвистику, основы ислама и общие науки. После окончания образования ар-Русафи начал работать преподавателем арабского языка в начальной школе в Ар-Рашдии, которой руководил один из его учителей, а позже, в 1902 году, перешёл на работу в среднюю школу в Багдаде.

## Жизнь в Турции и Сирии
В 1908 году после Младотурецкой революции Ар-Русафи перебрался в Стамбул, где преподавал арабский язык в Королевском колледже. Он работал в местной газете «Сабиль Ар-Рашад» и вёл активную общественную жизнь. В 1912 году он стал членом Турецкой палаты депутатов, представляя иракский округ Эль-Мутанна, будучи переизбранным в 1914 году. После падения Османской империи в 1918 году Ар-Русафи уехал из Стамбула в Сирию, так как британские власти в Ираке препятствовали возвращению иракцев из Турции. Он поселился в Дамаске в 1919 году и начал преподавать там, но проработал так менее одного года. Местные сирийские власти также неохотно приняли Ар-Русафи из-за его оппозиции Арабскому конгрессу 1913 года, состоявшемуся в Париже, и восстанию 1916 года, инициированному шерифом Мекки.

## Жизнь в Иерусалиме

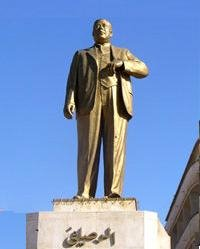
Бронзовая статуя Мааруфа ар-Русафи у Моста мучеников в Багдаде

Британское местное правительство во главе с Гилбертом Клейтоном, по некоторым сообщениям, в попытке удержать Ар-Русафи подальше от Ирака, предложило ему работу в Педагогическом колледже (Дар аль-Муаллимин) через Мухаммеда Курда Али, знакомого Ар-Русафи, впоследствии ставшего президентом Академии арабского языка в Дамаске. Мааруф ар-Русафи прибыл в Иерусалим в 1920 году, став преподавателем арабской литературы в местном учебном колледже. Во время своего пребывания в Иерусалиме он имел возможность общаться с такими литературными деятелями, как Иссаф Нашашиби, директор учебного колледжа, в честь которого в 1982 году был назван новообразованный Центр культуры и литературы в Иерусалиме, Адиль Джабр, помощник директора по образованию, Халиль аль-Сакакини, арабский националист, и Нахла Зураик, арабский преподаватель Английского колледжа в Иерусалиме. Ассоциация также предоставила Русафи возможность декламировать свои стихи на собраниях и продолжить свою литературную карьеру.
В 1920 году, когда сэр Герберт Сэмюэл, британский дипломат еврейского происхождения, был назначен Верховным комиссаром Палестины, он сделал заявление на Палестинском арабском конгрессе, проходившем в Хайфе, что в Иерусалиме будет создан высший колледж арабских исследований, обещание, которое так и не было выполнено. Ар-Русафи, который также присутствовал на конгрессе, позже написал похвалу в адрес этой декларации, что, по некоторым сообщениям, вызвало возмущение в среде арабских националистов и его учеников. Хотя Ар-Русафи попытался успокоить ситуацию, опубликовав объяснение в местной ежедневной газете «Мир’ат аш-Шарк», его усилия не увенчались успехом. Через месяц после этой полемики, когда сторонники Талиб-паши аль-Накика, кандидата на иракских выборах 1921 года, решили начать издавать газету, ар-Русафи был приглашён её возглавить. Он покинул Иерусалим в марте 1921 года, спустя 18-месяцев после прибытия туда.

## Возвращение в Ирак
Сообщается, что Ар-Русафи прибыл в Багдад 9 апреля 1921 года, и есть неподтверждённые данные о его аресте несколькими днями позже. Известно также, что он основал ежедневную газету «Аль-Амаль», просуществовавшую недолго. В 1923 году он вступил в комитет по переводу и арабизации в качестве заместителя его председателя, а в 1924 году стал инспектором в Директорат образования, где проработал до 1927 года. Следующим шагом в его карьере стала должность профессора арабского языка в Высшем педагогическом институте в 1927 году. В 1930 году Ар-Русафи был избран в парламент, но продолжал свою преподавательскую деятельность до 1937 года, после чего он жил в одиночестве. Имеются сообщения о том, что Ар-Русафи провёл конец своей жизни в нищете, работая в табачной лавке в Багдаде. Он умер 16 марта 1945 года.
Бронзовая статуя Мааруфа ар-Русафи была установлена на перекрёстке улицы Рашид в Багдаде, недалеко от Сук-эль-Сарая.

## Политический и социальный активизм
Мааруф ар-Русафи в своём творчестве освещал социальные и политические проблемы ближневосточного общества, особенно иракского. Многие исследователи считают его основателем социальной школы поэзии в Ираке. Известно также, что он писал в защиту женщин и вдов, также имея репутацию горячего сторонника образования и распространения знаний. Некоторые из его стихотворений были критическими по отношению к британской оккупации Ирака в 1920 году, после прихода короля Фейсала I к власти по окончании Первой мировой войны. Халид Мухаммед Хафиз, бывший судья в Эль-Фаллудже, имел коллекцию рукописей, касающихся его взаимодействия с Ар-Русафи и демонстрирующих умеренность его религиозных убеждений. Эта рукопись была позднее опубликована Юсуфом Изз ад-Дином вместе с его собственным критическим исследованием стихов Ар-Русафи в книге «Аль-Русафи Ярви Сират Хайатих»..

## Литературные работы
Мааруф ар-Русафи написал множество пьес. В одном из его стихотворений «Похвала развитию будущего» сообщалось, что «люди слишком гордятся своей историей, вместо того чтобы развивать свое будущее». Мааруф Русафи был знаком с западной литературой через турецкие переводы, и его писательская карьера началась, когда он жил в Стамбуле, с общественно-политических статей в таких журналах, как «Аль-Муктатаф» и «Аль-Муайяд», издававшихся в Сирии и Египте. Его первая книга стихов «Диван» была издана в 1910 году. Ар-Русафи, которому приписывают добавление идей и ценностей в современную иракскую поэзию, писал по широкому кругу тем, таких как национализм, общество, политика и реформы.